# Fosser
Fosser este o localitate din comuna Aurskog-Høland, provincia Akershus, Norvegia, cu o suprafață de  km² și o populație de  locuitori (2013).